# Championnats du monde de cyclo-cross 1972
Navigation
Édition précédente Édition suivante
Les championnats du monde de cyclo-cross 1972 ont lieu le 27 février 1972 à Prague en Tchécoslovaquie. Deux épreuves masculines sont au programme.

## Podiums
| Épreuves | Or                | Argent         | Bronze           |
| -------- | ----------------- | -------------- | ---------------- |
| Élites   | Eric De Vlaeminck | Rolf Wolfshohl | Hermann Gretener |
| Amateurs | Norbert Dedeckere | Miloš Fišera   | Wolfgang Renner  |

## Résultats

### Classement des élites
| Pos. | Cycliste                 | Pays                 | Temps           |
| ---- | ------------------------ | -------------------- | --------------- |
|      | Eric De Vlaeminck        | Belgique             | 1 h 08 min 40 s |
|      | Rolf Wolfshohl           | Allemagne de l'Ouest | + 0:27          |
|      | Hermann Gretener         | Suisse               | + 2:21          |
| 4    | Albert Van Damme         | Belgique             | + 2:28          |
| 5    | José María Basualdo      | Espagne              | + 2:30          |
| 6    | Julien Vanden Haesevelde | Belgique             | + 2:37          |
| 7    | André Wilhelm            | France               | + 3:37          |
| 8    | Michel Baele             | Belgique             | + 3:58          |
| 9    | Peter Frischknecht       | Suisse               | + 4:18          |
| 10   | José María Gonzáles      | Espagne              | + 4:20          |

### Classement des amateurs
| Pos. | Cycliste            | Pays                 | Temps           |
| ---- | ------------------- | -------------------- | --------------- |
|      | Norbert Dedeckere   | Belgique             | 1 h 03 min 30 s |
|      | Miloš Fišera        | Tchécoslovaquie      | + 0:05          |
|      | Wolfgang Renner     | Allemagne de l'Ouest | + 0:11          |
| 4    | Ekkehard Teichreber | Allemagne de l'Ouest | + 0:14          |
| 5    | Karl Stähle         | Allemagne de l'Ouest | + 0:15          |
| 6    | Gertie Wildeboer    | Pays-Bas             | + 0:26          |
| 7    | Pavel Krejčí        | Tchécoslovaquie      | + 0:38          |
| 8    | Vojtěch Červínek    | Tchécoslovaquie      | + 0:53          |
| 9    | Jiří Murdych        | Tchécoslovaquie      | + 0:57          |
| 10   | Robert Vermeire     | Belgique             | + 1:06          |

## Tableau des médailles
| Rang | Nation               | Or | Argent | Bronze | Total |
| ---- | -------------------- | -- | ------ | ------ | ----- |
| 1    | Belgique             | 2  | 0      | 0      | 2     |
| 2    | Allemagne de l'Ouest | 0  | 1      | 1      | 2     |
| 3    | Tchécoslovaquie      | 0  | 1      | 0      | 1     |
| 4    | Suisse               | 0  | 0      | 1      | 1     |